# 15107 Toepperwein
15107 Toepperwein este o planetă minoră (asteroid), cu un diametru de 2,859 km, din centura de asteroizi. A fost descoperită pe 2 februarie 2000 la Experimental Test Site⁠(d) de Lincoln Near-Earth Asteroid Research. 
Obiectul prezintă o orbită caracterizată de o semiaxă mare de 2,272433 UAi, o excentricitate de 0,18, o înclinație de 4,59675 ° în raport cu ecliptica.